# 조나스 앤더슨
조나스 앤더슨(영어: Jonas Anderson, 태국어: โจนัส แอนเดอร์สัน 1972년 8월 27일)는 스웨덴 남자 가수이다.  그는 룩퉁이나 태국 컨트리 음악을 부르는 것으로 알려져 있으며 5개의 솔로 앨범을 발표했다(2012). 그리고 태국인이 아닌 록 가수로는 크리스티 깁슨와 함께 듀엣 앨범 3장 발표하였다. 그 이후로 다수의 싱글, 협업 앨범을 발표했다.

## 음반 목록

### 솔로 앨범
- 2000 - Pom Chue Jonas
- 2001 - Rong Oo Laeng Wao
- 2002 - Jonas Mahasanook
- 2003 - Rak Lae Kit Tueng
- 2004 - Nakrong Panejon

듀엣 앨범 (크리스티 깁슨 함께)
- 2005 - Ram Tone Ram Thai
- 2007 - Noom Tam Lao Sao Tam Thai
- 2009 - Jonas and Christy